# Usina Hidrelétrica Padre Carlos
A Usina Hidrelétrica Padre Carlos, também conhecida por Usina Hidrelétrica Rolador, está localizada no Rio Lambari, no Município de Poços de Caldas (MG). Foi inaugurada em 16 de janeiro de 2004 e tem capacidade instalada de 7,8 MW.